# Wapiti des montagnes Rocheuses
Cervus canadensis nelsoni
Sous-espèce
Statut de conservation UICN

 LC  : Préoccupation mineure
Le wapiti des montagnes rocheuses (Cervus canadensis nelsoni) est un mammifère herbivore de la famille des cervidés. C'est une sous-espèce du wapiti (Cervus canadensis). Il vit en Amérique du Nord, dans les montagnes Rocheuses qui lui ont donné son nom.

## Référence
Bailey, 1935 : A new name for the Rocky Mountain elk. Proceedings of the Biological Society of Washington 48 pp 187–190.